# Bisdom Mzuzu
Het bisdom Mzuzu (Latijn: Dioecesis Mzuzuensis) is een rooms-katholiek bisdom met als zetel Mzuzu in Malawi. Het is een suffragaan bisdom van het aartsbisdom Lilongwe.
In 1947 werd de apostolische prefectuur Northern Nyassa opgericht. Dit werd in 1961 verheven tot het bisdom Mzuzu. De eerste bisschoppen waren witte paters.
In 2019 telde het bisdom 18 parochies. Het bisdom heeft een oppervlakte van 21.500 km2 en telde in 2019 1.919.000 inwoners waarvan 28,8% rooms-katholiek was. 

## Bisschoppen
- Jean-Louis Jobidon, M. Afr. (1961-1987 Resigned)
- Joseph Mukasa Zuza (1995-2015)
- John Alphonsus Ryan, S.P.S. (2016-)